# New Nintendo 3DS
La New Nintendo 3DS (Newニンテンドー3DS, Nyū Nintendō Surī Dī Esu) és una videoconsola portàtil desenvolupada per Nintendo com a part de la família de sistemes Nintendo 3DS. Anunciada en el Nintendo Direct del 29 d'agost de 2014, va sortir l'11 d'octubre al Japó amb una variant amb les pantalles més grans, la New Nintendo 3DS XL (New Nintendo 3DS LL (Newニンテンドー3DS LL, Nyū Nintendō Surī Dī Esu LL, al Japó), que va sortir al mateix període. Van sortir a la venda a Australàsia el 21 de novembre de 2014 i el 13 de febrer de 2015 a Europa i Amèrica (només la versió XL en aquesta última; la versió estàndard va sortir el 25 de setembre de 2015 a GameStop). A Corea del Sud, la versió XL va sortir l'1 de maig de 2015, i la versió estàndard va sortir el 10 de setembre de 2015.

## Característiques

El logotip japonès de la New Nintendo 3DS LL.

### Diferències amb la Nintendo 3DS
Comparat amb la Nintendo 3DS, la New Nintendo 3DS i la New Nintendo 3DS XL ofereixen un C-Stick i els botons ZL i ZR, el seguiment de la càmera per als angles de visió 3D millorats, ajust de brillantor en funció de la il·luminació ambiental, i suport incorporat per figures Amiibo. Els botons A-B-X-Y estan recolorejats com en el comandament de SNES. Compten amb una CPU més potent, el que permet major velocitat de descàrrega i la velocitat de navegació i visualització de vídeos al navegador, una millor durada de la bateria, pantalles més grans, suport per a targetes microSD, i la capacitat de transferir arxius sense fils a la PC. La New Nintendo 3DS comptarà amb cobertes personalitzables, i un filtre al Navegador d'Internet que, per desactivar-lo, fa falta afegir 30 iens a la eShop.
Una de les novetats més importants és la nova visualització de l'efecte 3D, que és ara estable, el que permet a l'usuari gaudir-ne fins i tot moure el portàtil de costat. Segons Nintendo, aquesta característica és possible gràcies a la càmera integrada que reconeix la posició de la cara de l'usuari i, per tant, no hi ha cap efecte de palanquejament en jugar títols que fan servir la càmera interna de la videoconsola. A més, si es té qualsevol accessori al cap, o fins i tot si hi ha incidència directa de la llum a la cambra, la visualització en 3D estable podria no funcionar correctament.
També porta un nou LED d'infrarojos, que s'utilitza per estabilitzar la llum efecte 3D en llocs foscos; també pot prendre millors fotos en ambients foscos. L'embalatge dels nous portàtils venen amb una targeta Micro SDHC de 4 GB, i sense carregador d'origen. Hi ha un "ganxo de cinturó" a prop del botó ZR (a la cantonada superior dreta). Pel que fa a navegador web, pot canviar les fitxes amb el ZR botons ZL i així com un zoom en les pàgines utilitzant l'analògic dret C-Stick. Finalment, les New 3DS/New 3DS LL són compatibles amb els mateixos protocols de xarxa sense fils (Wireless) que els models anteriors de la família 3DS.
Un port de Xenoblade Chronicles (Wii, 2010) serà el primer a desenvolupar-se només per a la consola, que sortirà el 2 d'abril de 2015. Les caràtules dels jocs exclusius porten el logotip a dalt de l'artwork en comptes de la dreta com en les consoles anteriors. Flipnote Studio 3D és una de les aplicacions preinstal·lades al Japó.
Pirates informàtics han descobert que la new Nintendo 3DS (XL) té un codificador de vídeo H264, el mateix format de vídeo que empra el Wii U GamePad per mostrar a través de streaming els jocs de Wii U amb la seva pantalla, el que permetria fer servir la nova edició de la família 3DS per visualitzar jocs de Wii U.
Uns usuaris aficionats van comparar el març de 2015 les pantalles de la New 3DS i de la New 3DS XL i han arribat a la conclusió que la versió gran té una pantalla superior a la primera. La pantalla superior de la New 3DS seria una TN, que és més barata i té un temps de resposta més ràpid, comparada amb la pantalla IPS de la versió XL, precisió del color del qual és millor, així com els seus angles de visió. Aquí al costat teniu una imatge comparant ambdós dispositius.

### Edicions
La New Nintendo 3DS va sortir en diversos colors amb tapes substituibles anomenades "Cover Plate" (com va passar amb la Game Boy Micro). La versió XL va sortir en diverses edicions limitades i colors, també.

## Anunci

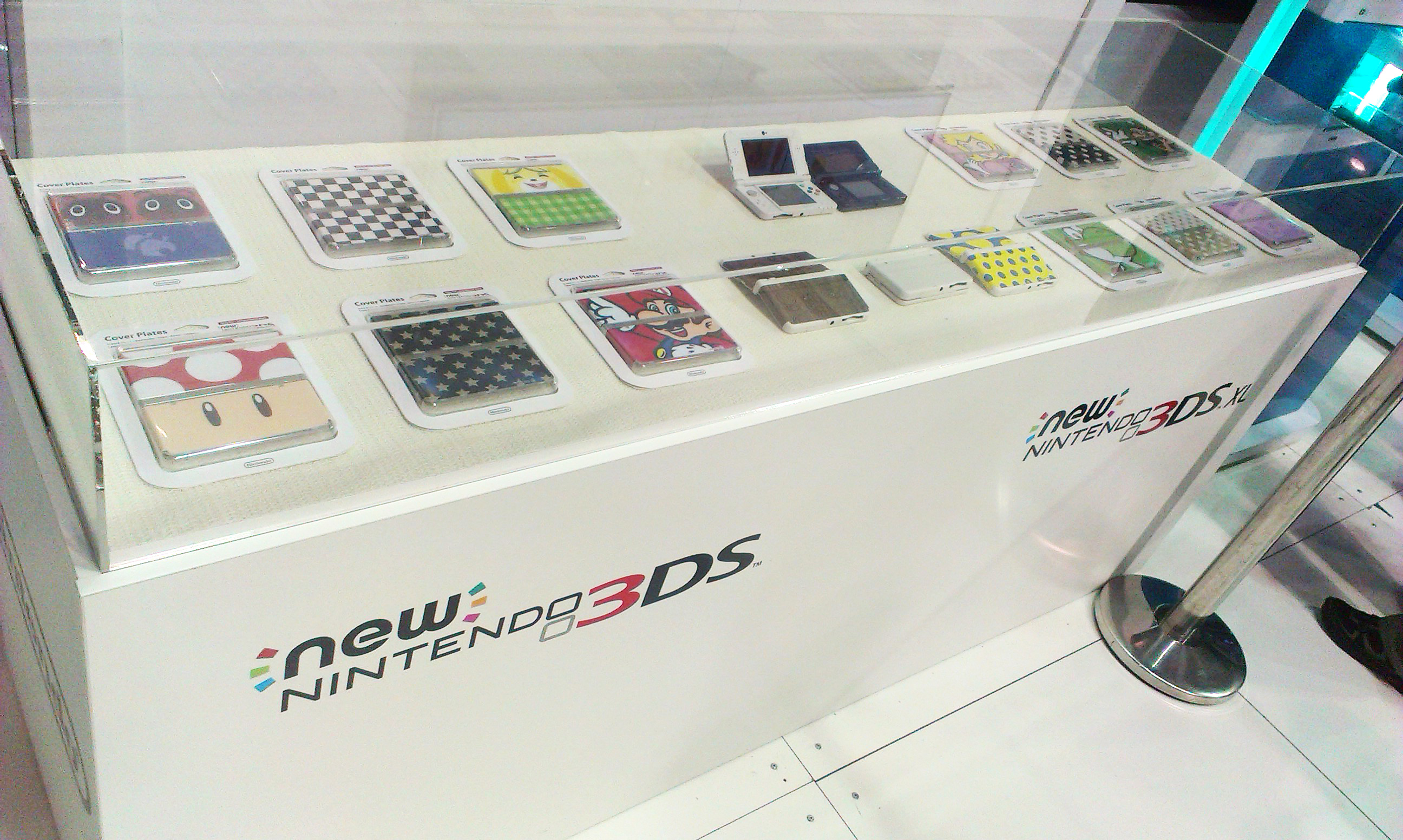
Les Cover Plate que van sortir per a Australàsia el 21 de novembre de 2014 segons la PAX Australia el 2 de novembre. Al mig, la New Nintendo 3DS Blanca i la Nintendo 3DS Aqua Blue. A sota, els logotips de New Nintendo 3DS XL i el de New Nintendo 3DS.

Anunciada en el Nintendo Direct del 29 d'agost de 2014, la New Nintendo 3DS, de la sèrie de consoles Nintendo 3DS, sortirà l'11 d'octubre per 16000 iens al Japó i una variant amb les pantalles més grans, la New Nintendo 3DS LL, sortirà el mateix període per 18800 iens. Encara que no hi ha cap indici que aquestes consoles hagin de sortir a Occident, representats per a les divisions americanes i europees de Nintendo han indicat que "certs productes ja anunciats per a altres regions" no sortiran durant el 2014.
IGN va publicar un vídeo provinent de la Tokyo Game Show que se celebra del 18 al 21 de setembre a Tòquio mostrant la New Nintendo 3DS amb Monster Hunter 4 Ultimate, que surt a principis de 2015 a Europa i l'11 d'octubre al Japó.
Sortirà a Australàsia el 21 de novembre de 2014 segons el primer Nintendo Direct regional celebrat el 24 de setembre de 2014.
Satoru Iwata va explicar l'octubre de 2014 en una reunió d'inversors que la New Nintendo 3DS (XL) va sortir abans al Japó perquè els mercats japonesos i occidentals són diferents, ja que tant el programari i la maquinària s'hi ven i s'hi difon millor.
Les New Nintendo 3DS (XL) no es poden registrar al Club Nintendo australià, ja que no tenen un PIN. Així s'ha revelat en un butlletí de màrqueting (a la imatge), que segueix al que va dir el japonès deixant aquest sistema de recompensació, on desapareixerà la distinció d'usuaris Gold i Premium i la possibilitat de registrar productes com els amiibo.
El president de la divisió europea de Nintendo, Satoru Shibata, va fer un comunicat al seu lloc web oficial felicitant als usuaris de Nintendo i va mencionar que el 2015 la new Nintendo 3DS s'estrenaria a Europa, afirmant que "sap que [els jugadors] l'estan esperant".
L'edició exclusiva Ambassador Edition, així com quatre Cover Plate de Super Smash Bros. (3DS/Wii U)  i temàtiques de l'edició, s'estan oferint a certs usuaris del Club Nintendo europeu; aquests l'han d'acceptar abans del dia 12 de gener de 2015. L'edició inclou un carregador blanc, igual que el color bàsic de la consola. Tot i això, molta gent les està venent per eBay a preus descontrolats.
La botiga GameStop italiana va obrir la reserva per a la new Nintendo 3DS i la seva versió XL el 13 de gener. El lloc web Gamnesia assegura gràcies a una font que ocupa un càrrec de gerent a botigues GameStop americanes que la new 3DS podria sortir a Amèrica el 13 de febrer de 2015, assegurant que aquesta cadena ja ha rebut material promocional de Nintendo. GameStop diu que oferiran un descompte de 75 dòlars (63 €) per als usuaris que duguin la seva 3DS usada, però aquest serà de 100$ (84 €) si en porten una de 3DS XL; no han obert reserves ni han anunciat el preu, encara.
El 14 de gener de 2015, Nintendo va anunciar que les consoles new Nintendo 3DS i new Nintendo 3DS XL sortirien el 13 de febrer de 2015 a Europa i Amèrica, en edicions blanc o negre a Europa, negre i blau metàl·lic a Europa per la XL o vermell o negre metàl·lic a Amèrica, també amb packs de The Legend of Zelda: Majora's Mask 3D i Monster Hunter 4 Ultimate. La new Nintendo 3DS (no la XL) no sortirà a Amèrica perquè creuen que no funcionarà en el mercat americà, segons han explicat a Kotaku. Ja que aquell dia van sortir diversos jocs a Europa simultàniament, se'l va batejar com a #Nintendo3DSDay.
Nintendo va publicar dos vídeos el 10 de febrer. Un d'ells (americà) explica la transferència de dades entre consoles, i l'altre (europeu) explica 5 raons per "estimar" la nova consola.
El cap de departament de màrqueting de la Nintendo britànica, James Honeywell, va explicar el 13 de febrer de 2015 alguns aspectes sobre com ha de "vendre" la New Nintendo 3DS (XL), en una entrevista a MCV UK. Ha explicat que aconseguiran més clients a mesura que surtin més jocs, que els usuaris que van rebre l'edició Ambassador ja l'han pogut conèixer, que creu que la versió XL vendrà més i que a la 3DS original, que ja té 4 anys, li falta molta vida.
En una entrevista concedida a Nintendo Life, Damon Baker, Gerent Sènior de Màrqueting i Llicències de Nintendo of America, va revelar el febrer de 2015 que la raó és que volien ampliar la base d'usuaris de Nintendo 3DS sense confondre el públic.
Iwata va afirmar el 17 de febrer en una reunió amb inversors i accionistes que la vaga de treballadors en els ports marítims dels Estats Units va afectar la distribució de figures amiibo i a la New Nintendo 3DS a la regió. Amb això, ha estat gairebé impossible trobar-los a les figures. La vaga té lloc després que no es passessin els diners entre els treballadors del port i les companyies marítimes. Segons Satoru Iwata, la decisió d'endarrerir el llançament de les New Nintendo 3DS a Occident va ser difícil per a Nintendo, i va segur degut a la producció insuficient de les consoles i la perspectiva de no atendre a la demanda. Val a dir que abans Nintendo va argumentar que era perquè havien de promocionar encara més els models existents (com en el cas d'Espanya mostrant els avantatges que té per als nens). L'observant l'òptica recepció del públic occidental a les noves portàtils, Iwata va admetre, si Nintendo era adequada per satisfer la demanda, les vendes de les consoles haurien estat encara millors en aquestes regions.
Entrevistat recentment a la revista de negocis Forbes, el president de la divisió americana de Nintendo, Reggie Fils-Aime, va commemorar les òptimes vendes de la revisió New Nintendo 3DS XL als Estats Units, i ha ressaltat que això va tenir lloc perquè "els consumidors estan demanant sempre una raó per actualitzar-se". L'executiu ha afirmat que "fer millores contínuament a un sistema de maquinari realment paga els dividents a llarg termini". A més d'això, pel fet que la New 3DS XL és només una actualització en comptes d'un nou maquinari, els desenvolupadors troben més fàcil programar jocs per aquest sistema, per estar treballant amb un maquinari familiar. En el cas de llançament d'una nova plataforma, el procés és més complex, ja que els desenvolupadors han de ser comunicats dos anys abans. Reggie diu estar cert que el nom de New Nintendo 3DS XL no confon als consumidors, però sí que passa a ser un missatge clar que es tracta d'un sistema millorat: "Creiem profundament en tots els noms dels nostres productes, i realment tractar d'arribar a un acord sobre un nom que tingui sentit per al consumidor, per informar del que és.", assegura Reggie. "Creiem que aquest nom es comunica que aquesta és una versió millorada de la línia 3DS."
En els colors blau metàl·lic, vermell metàl·lic i edició "Monster Hunter 4G", es va anunciar el 19 de març en un Nintendo Direct especial que a Corea del Sud la versió XL sortirà l'1 de maig de 2015, i la versió estàndard sortirà en una data indeterminada en color Blanc.
La tecnologia face-tracking, que permet als usuaris de New Nintendo 3DS i New Nintendo 3DS XL apreciar l'immersiu efecte 3D d'aquestes portàtils amb major llibertat, va ser afegida poc abans que els aparells comencessin a ser produïdes a petició de Shigeru Miyamoto, arribant a ressaltar que sense aquest recurs no hi havia motius per llançar els sistemes. Aquestes són paraules de Satoru Iwata, a la revista Time, el març de 2015.
El 25 de març de 2015 unes imatges de la New 3DS estàndard amb una coloració diferent dels botons A/B/X/Y (segons el "New" del logo de la mateixa consola i del d'amiibo) van circular per la xarxa, del regulador Federal Communications Commission. S'inclou també un manual ràpid traduït.
En una entrevista al web Kotaku, el president de Nintendo of America, Reggie Fils-Aime, va assegurar el 23 de juny que podria ser que el model original sortís a la regió, i que aquesta decisió no la van prendre al principi perquè es van basar en l'èxit que va tenir a la regió (el model XL va vendre més).
Parlant al web Examiner, el vicepresident de vendes i màrqueting de Nintendo of America, Scott Moffitt, va revelar a l'agost de 2015 que la conquesta havia estat més notable per haver tingut lloc en una època ne què Nintendo no tenia enviat un estoc excessiu del producte a les botigues, i per raó d'això probablement la portàtil no estava tant en evidència als prestatges. Moffitt va associar també el rendiment de la família 3DS a la regió americana al fet que actualment hi ha diversos models disponibles a preus variats.
La New 3DS va sortir en color blanc amb una coberta dels 30 anys de Super Mario el 10 de setembre de 2015. La New 3DS va sortir en un paquet amb Animal Crossing: Happy Home Designer (amb aquestes cobertes intercanviables temàtiques) el 25 de setembre a les botigues GameStop.

## Recepció

### Vendes
Del 6 al 12 d'octubre de 2014 al Japó se'n van vendre un total de 261.873 consoles de la família Nintendo 3DS, i ja en duu 16.524.208, d'acord amb l'institut Media-Create. De fet, les New Nintendo 3DS i les New Nintendo 3DS LL han venut 230.000 unitats durant aquest període, essent-ne 70.000 d'aquests de la New Nintendo 3DS i 160.000 de la versió LL. Del 13 al 19 d'octubre, les consoles en van vendre més de cent mil.
170 mil unitats de consoles New Nintendo 3DS XL es van vendre des del 13 de febrer a Amèrica. A Europa, en concret, se n'han venut 160 mil de New Nintendo 3DS i New Nintendo 3DS XL. Val a dir que al Japó es van vendre 230 mil unitats durant el mateix període. Les dades equivalen fins al 17 de febrer de 2015, amb motiu d'una reunió amb accionistes i inversors.
Seally Pearce, directora de màrqueting de la Nintendo britànica, va explicar el 19 de febrer de 2015 en una entrevista al web MCV UK que la New Nintendo 3DS ha tingut vendes molt altes al Regne Unit, gràcies als jocs "de llançament" com serien Monster Hunter 4 Ultimate o The Legend of Zelda: Majora's Mask 3D.
Amb 395.000 unitats venudes, la 3DS va estar la consola més venuda als EUA el febrer. El model més venut de la consola va ser la New Nintendo 3DS XL, que va vendre un 130% del que va vendre la 3DS XL quan va sortir el 19 d'agost de 2012 a la regió. El succés de Monster Hunter 4 Ultimate i The Legend of Zelda: Majora's Mask 3D va avalar en més del 90% les vendes de les portàtils 3DS comparades amb els números del febrer de 2014.

### Màrqueting
La new Nintendo 3DS i la seva versió XL han estat àmpliament promocionades al Japó. La consola es pot provar a les botigues, i s'està comercialitzant un fulletó per parlar sobre els seus atractius. El 29 de setembre va sortir un comercial mostrant els Kisekae Plate mostrant la cantant de pop japonès Kyary Pamyu Pamyu, així com un altre anunci. El 26 de novembre en va sortir un altre, mostrant alguns jocs i els temes kawaii.
El 5 de desembre, Nintendo va ensenyar un anunci publicitari mostrant el mode per a 8 jugadors de Super Smash Bros., per on dos petits petits fan servir la consola new Nintendo 3DS (un d'ells amb una Cover Plate) com a comandament per aquest joc per a majors de 12 anys.
En la botiga online de Nintendo britànica, es creà una promoció en la qual permet que els usuaris puguin crear el seu propi paquet de new Nintendo 3DS, és a dir, triar el color de new 3DS (Blanc o Negre), una de les 9 Cover Plates i el Mario Holder, una estatueta del personatge creada específicament per ficar-hi la consola sobre les seves mans.
La Nintendo americana va publicar a mitjans de febrer un anunci en el qual es mostra que tant Monster Hunter 4 Ultimate com The Legend of Zelda: Majora's Mask 3D ofereixen millores en el control i en el processament de dades si es juga amb la new Nintendo 3DS XL. L'anunci tenia com a convidats especials amfitrions a YouTube com iJustine o The Warp Zone.
La Nintendo britànica va eliminar les subseccions "Nintendo 3DS" i "Nintendo 3DS XL" del seu lloc web oficial i va canviar el nom de la secció "Nintendo 3DS" per "Gama de consolas Nintendo 3DS".